# ماتروشکا

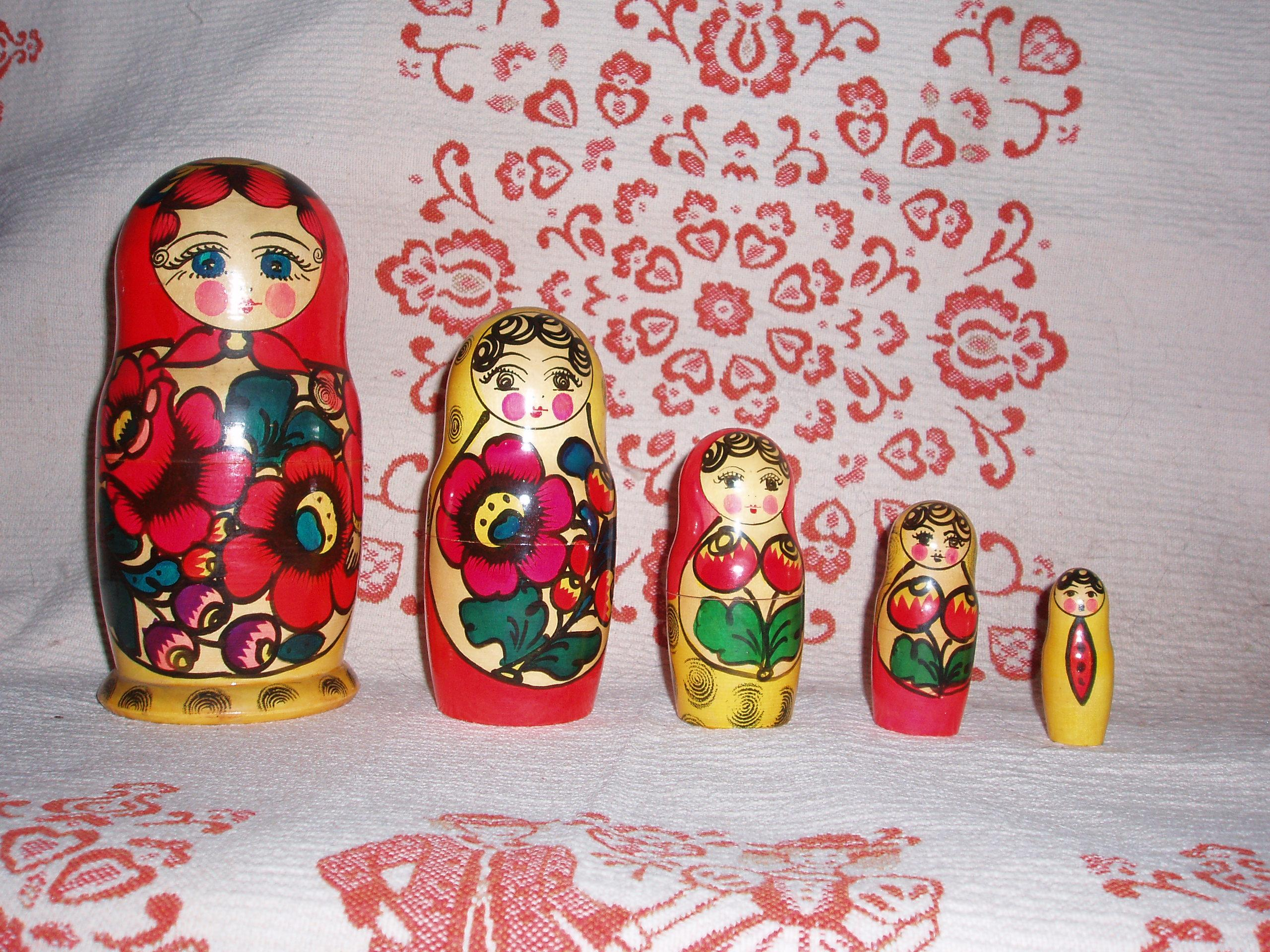
ماتروشکای روسی

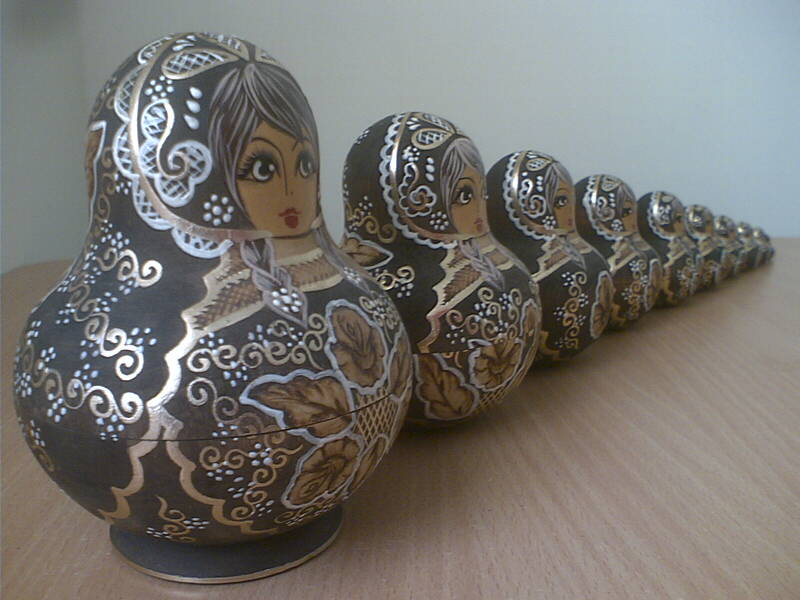
ماتروشکای روسی

ماتریوشکا (انگلیسی: Matryoshka؛ روسی: матрёшка) یا عروسک تودرتوی کشور روسیه، مجموعه‌ای از عروسک های کوچک‌شونده است که به ترتیب داخل دیگری قرار می‌گیرد.
ماتروشکا عروسک‌های چوبی درون‌تهی معروف روسی است که از چوب درخت زیرفون (کُپ) و در تعداد ۵ یا بیشتر یا کمتر و به صورت تو در تو با تزیینات و رنگ آمیزی متنوعی ساخته می‌شود. ماتروشکا از اواخر سدهٔ نوزده میلادی به عنوان نماد و هدیه یادگاری روسیه درآمده‌است.
واژهٔ «ماتروشکا» برگرفته از اسم‌های روسی ماتریونا (Matryona) و ماتریوشا (Matriosha) است که برای دختران روس به کار می‌رود. حرف «ک» در ماتروشکا، «ک» تصغیر است.

## تاریخچه
تاریخ ماتریوشکا به سال ۱۸۹۰ بازمی‌گردد و الهام گرفته از عروسک‌های سوغات ژاپن است. اگرچه اصل اشیای تودرتو در روسیه آشنا بوده‌است و به سیب‌های تراشیدهٔ چوبی و تخم‌مرغ‌های عید پاک در سال ۱۸۸۵ بازمی‌گردد که دارای مرغ، جوجه، تخم‌مرغ و زرده تخم‌مرغ تودرتو بوده‌اند.
ماجرا به آنجا بازمی‌گردد که سرگی مالیوتین نقاشی از کارگاه هنری مردمی از املاک آبرامتسوو، صنعتگر مشهور روس و از دوست‌داران هنر «ساوا مامونتوو»، مجموعه‌ای از عروسک‌های چوبی ژاپنی را که هفت خدای بخت و اقبال را نشان می‌داد، دیدند. بزرگ‌ترین عروسک مربوط به Fukurokuju، خدایی خوشحال و تاس، دارای چانه‌ای بسیار دراز - بود که درون آن ۶ خدای دیگر تودرتو قرار داشتند.

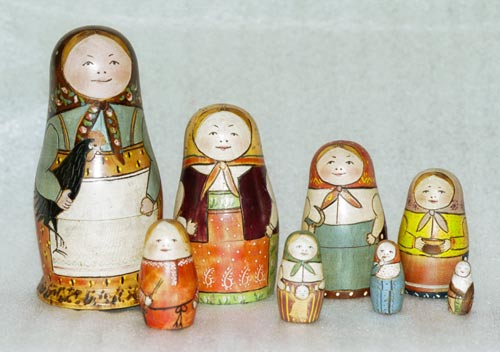
ماتریوشکاهای اصلی وزدوچکین

مالیوتین با الهام از آن، نسخهٔ روسی عروسک را طراحی نمود. این طرح توسط واسیلی وزدوچکین در یک کارگاه اسباب‌بازی تراشیده شد و توسط سرگی مالیوتین نقاشی شد. این نمونه از ۸ عروسک تشکیل شده بود؛ که بیرونی‌ترین آن دختری با خروس بود، و پس از آن ۶ عروسک دختر دیگر و یک عروسک پسر و درونی‌ترین آن‌ها یک نوزاد بود.
در سال ۱۹۰۰، «م.ا. مامونتووا»، همسر (زن) «ساوا مامونتوو»، عروسک‌ها را در نمایشگاهی جهانی در پاریس به نمایش گذاشت و این اسباب‌بازی، مدال برنز دریافت کرد. به زودی در دیگر نقاط روسیه بسیاری آغاز به ساخت ماتروشکاها در سبک‌های گوناگون کردند.
هنرمندان نوین، سبک‌های گوناگونی از عروسک‌های تودرتو ساختند. معمول‌ترین موضوع، مجموعهٔ حیوانات، نقاشی پرتره و کاریکاتورهای سیاست‌مداران مشهور، موسیقی‌دانان، و ستاره‌های نامدار فیلم‌ها بودند. عروسک‌های ماتروشکا که رهبران کمونیست روسیه را تصویر کرده‌بودند، در سال‌های آغازین دههٔ پایانی هزارهٔ میلادی، با تجزیه شوروی، بسیار محبوب شدند. امروزه بسیاری از هنرمندان با استعداد روسیه در نقاشی عروسک‌های ماتروشکا تخصص دارند که مقولات تخصصی از اشیاء، مردم و طبیعت را تصویر می‌کنند. در طول پروستریکا، رهبران اتحاد جماهیر شوروی به یکی از موضوعات نمایش داده شده بر ماتروشکاها تبدیل شدند.

## استعاره‌های ماتروشکا
در طراحی «اصل ماتروشکا» یا «اصل عروسک‌های تودرتو» اصلی است که بازگوکنندهٔ «اشیای یکسان درون اشیای یکسان» است که در بسیاری از طرح‌های طبیعی یا ساخت انسان وجود دارد. برای نمونه می‌توان به «مغز ماتروشکا» * و «فرمت حاوی رسانه ماتروشکا» * اشاره کرد.
ساختار پیاز نیز به همین شکل است. با کندن لایه بیرونی پیاز، دوباره لایه‌ای مشابه در زیر آن مشاهده می‌شود. از این ساختار در طراحی لباس و میزها نیز استفاده می‌شود. در طراحی لباس در لایه‌کردن لباس‌ها و در طراحی میزها، هنگامی که میز کوچک‌تر درون میز بزرگ‌تر جا می‌گیرد و میزی باز کوچک‌تر درون میز کوچک. (همچنین ببینید: مسیریابی پیازی*)

## نگارخانه

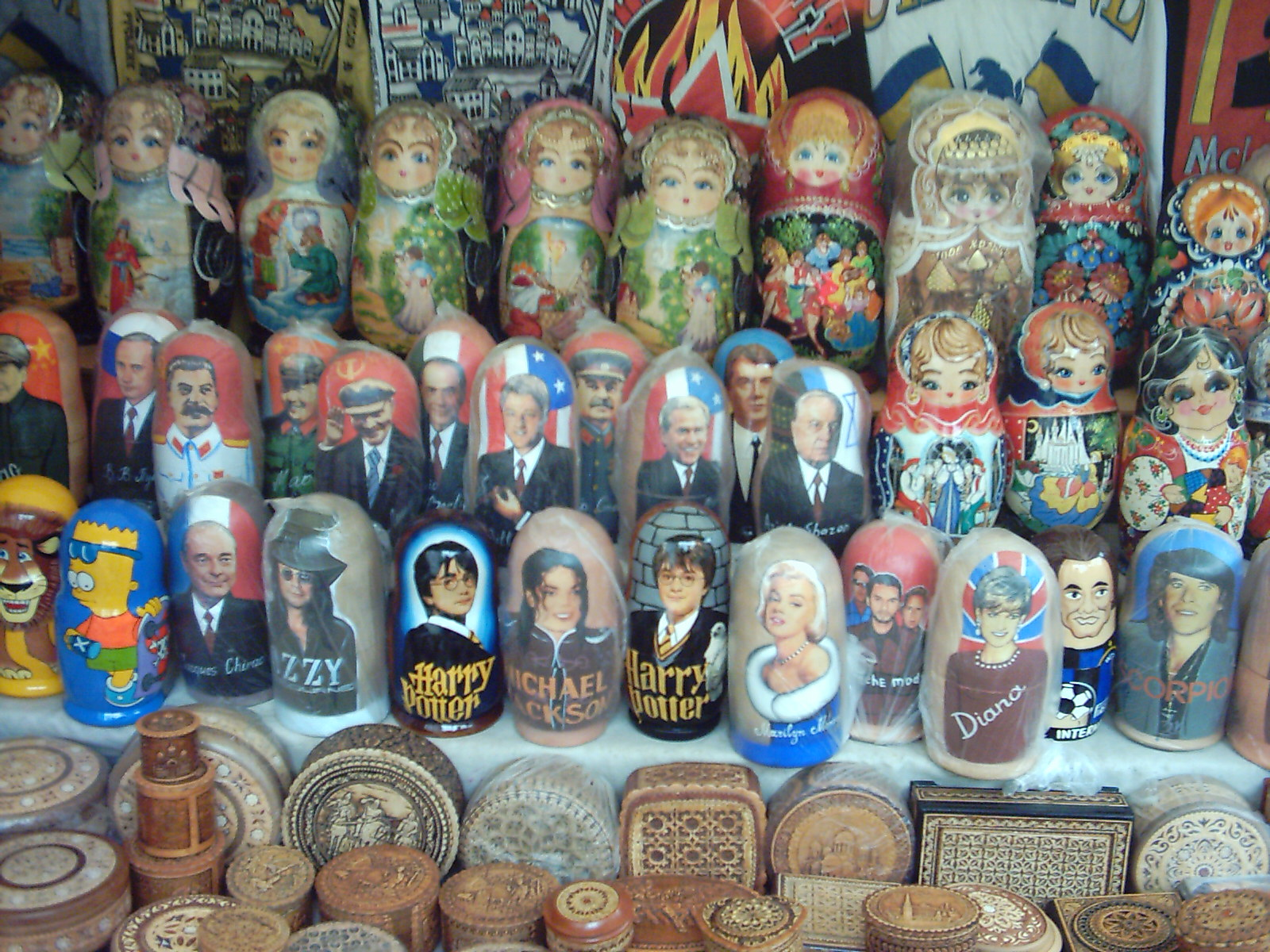
ماتروشکاهای متنوع در بازار کی یف
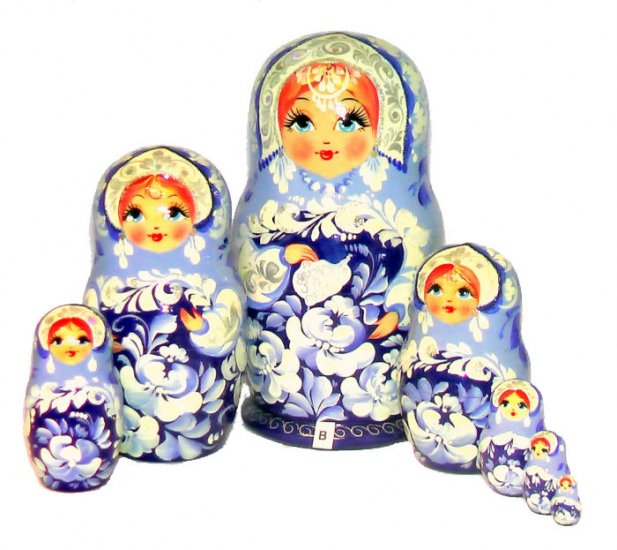
ماتروشکا
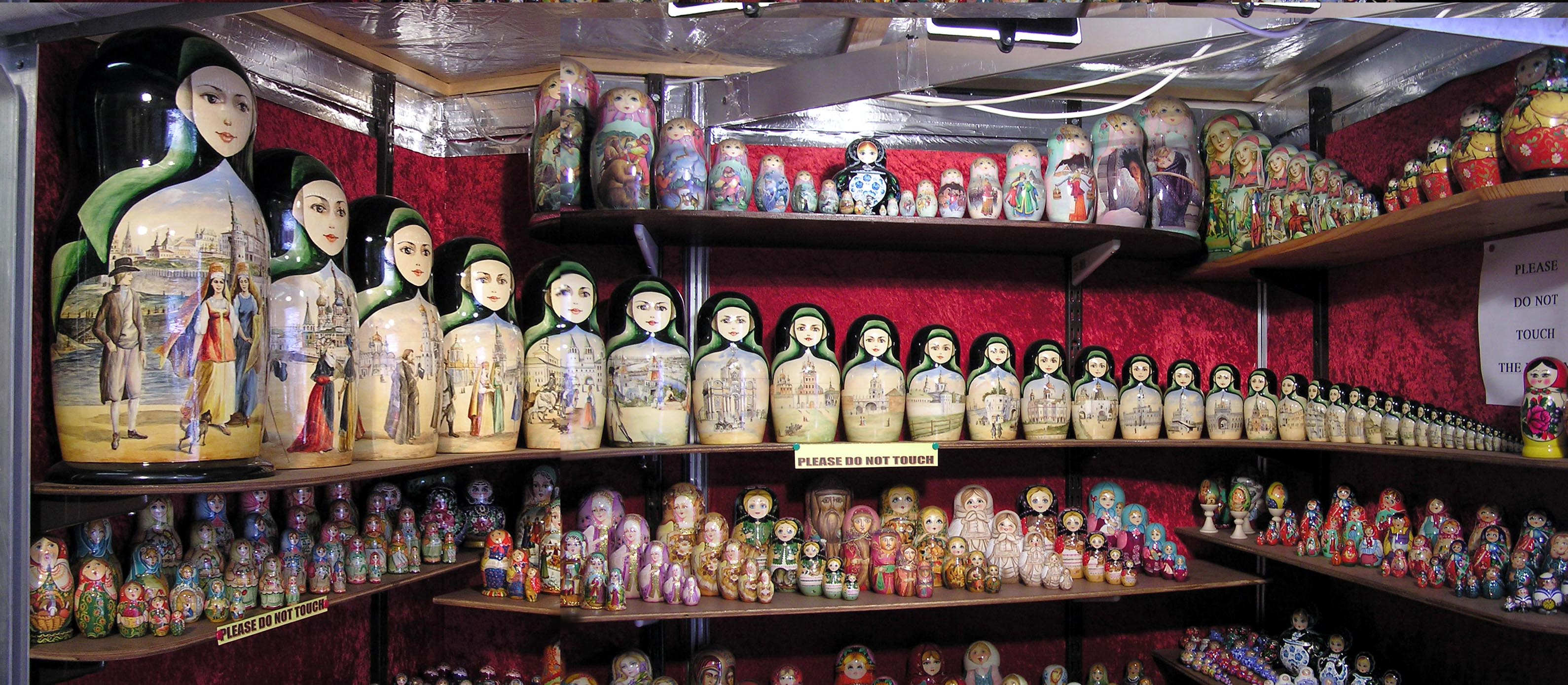
۳۷ قطعه ماتروشکای روسی در فروشگاهی در لندن
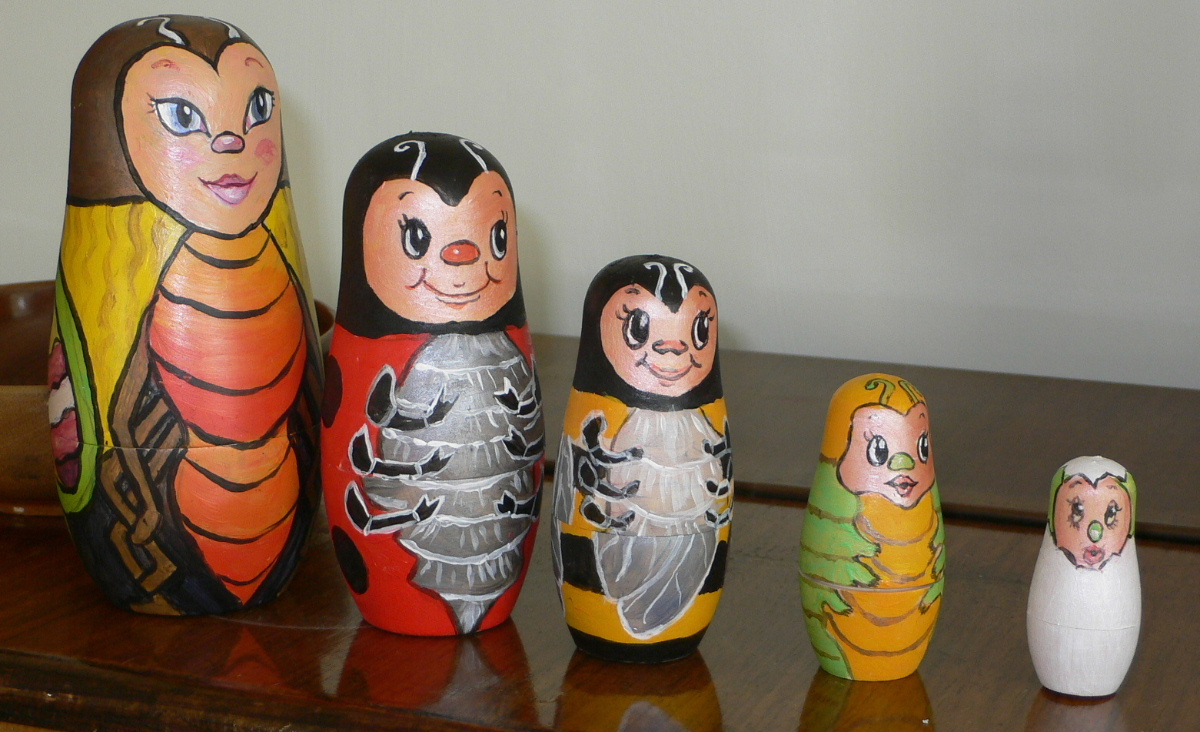
مجموعه‌ای از ماتروشکاها با موضوع حشرات
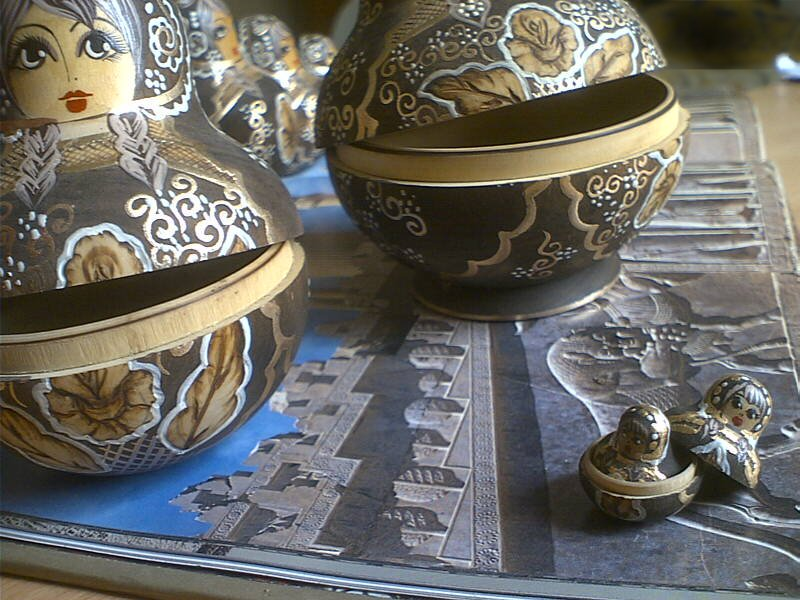
ماتروشکای بازشده